# Gloryfikacja Matki Boskiej

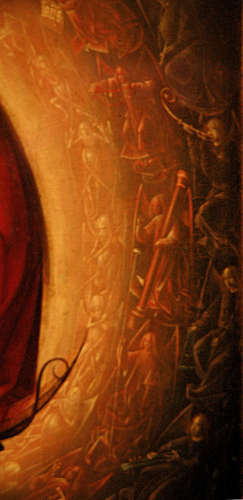
Fragment drugiego kręgu

Gloryfikacja Matki Boskiej, Madonna z Dzieciątkiem (niderl. De verheerlijking van Maria) – obraz olejny niderlandzkiego malarza Geertgena tot Sint Jansa, znajdujący się w holenderskim Museum Boijmans Van Beuningen w Rotterdamie.

## Geneza obrazu
Obraz, o czym świadczy jego rozmiar, miał służyć jako przedmiot kultu zwłaszcza podczas odmawiania różańca. Natchnieniem do jego namalowania była Apokalipsa św. Jana i wizja kobiety identyfikowanej jako Matka Boska:

Potem wielki znak się ukazał na niebie:
Niewiasta obleczone w słońce
i księżyc pod jej stopami,
a na jej głowie wieniec z gwiazd dwunastu
A jest brzemienna.
I woła cierpiąc bóle i męki rodzenia
I inny znak się ukazał na niebie:
Oto wielki smok i barwy ognia,
mający siedem głów i dziesięć rogów
a na głowach jego siedem diademów
I ogon jego zmiata trzecią część gwiazd nieba
i rzucił je na ziemię.
I stanął Smok przed mającą rodzić Niewiastą, ażeby, skoro porodzi, pożreć jej dziecię. (Ap.12:1-5)

Obraz przedstawia Marię z małym Jezusem zasiadającą na sierpie księżyca i na sylwetce smoka. Na głowie ma gwiaździstą koronę podtrzymywaną przez dwa serafiny. Korona spoczywa na girlandzie róż złożonej z pięciu białych i jednego czerwonego kwiatu, co nawiązuje do różańca i do jego koralików. Wokół Matki Boskiej roztacza się blask, a następnie widoczne są trzy kręgi Aniołów. Pierwszy krąg jest słabo widoczny, przyćmiony blaskiem światła. Przedstawia serafinów z sześcioma skrzydłami. Postacie nawiązują do opisu Izajasza ze Starego Testamentu, gdzie serafiny przebywały najbliżej tronu Boga. W górnej części kręgu znalazło się czterech aniołów trzymających kartusze ze słowami sans, czyli Sanctus.
W drugim kręgu malarz umieścił sześć aniołów trzymających narzędzia męki: krzyż, włócznię, koronę cierniową, młot i gwoździe, słup ubiczowania oraz gąbkę z octem. Na ostatnim trzecim kręgu widoczni są aniołowie grający na różnych instrumentach muzycznych na cześć Marii. Do ich muzyki przyłącza się sam Jezus, który trzyma w dłoniach dzwonki.